# Cantone di Besançon-Planoise
Il Cantone di Besançon-Planoise era una divisione amministrativa dell'Arrondissement di Besançon.
A seguito della riforma approvata con decreto del 25 febbraio 2014, che ha avuto attuazione dopo le elezioni dipartimentali del 2015, è stato soppresso.

## Composizione
Comprendeva parte della città di Besançon.